# Andreas Karl
Andreas Karl (* 12. Februar 1963 in Glauchau) ist ein deutscher Politiker der Nationaldemokratischen Partei Deutschlands (NPD) und ehemaliger Landesvorsitzender der Partei in Sachsen-Anhalt. Am 2. Dezember 2006 war er auf einem Landesparteitag wiedergewählt worden; am 3. Juni 2007 trat er zurück. Seine Nachfolgerin wurde die bisherige Stellvertreterin Carola Holz aus Bitterfeld-Wolfen.

## Leben
Nach dem Besuch der Polytechnischen Oberschule in Glauchau 1969 bis 1977 verließ er 1977 zusammen mit seinen Eltern die DDR. 1978 erlangte Karl den Hauptschulabschluss in Sprendlingen  (Dreieich, Hessen) und absolvierte anschließend von 1979 bis 1982 eine dreijährige Ausbildung zum Dachdeckergesellen in Grünmorsbach (Bayern). 1983/84 leistete er seinen Grundwehrdienst als Fernmelder bei der Bundeswehr in Würzburg ab. Von 1985 bis 1989 arbeitete er als Dachdeckergeselle und absolvierte anschließend eine zweijährige Ausbildung zum Dachdeckermeister in Darmstadt. Von 1990 bis 2005 war er als Dachdecker selbständig tätig.
Der in Billroda (Burgenlandkreis) ansässige  Karl ist verheiratet und hat drei Kinder.

## Parteipolitisches Wirken
2001 kandidierte er für das Amt des Landrates des Burgenlandkreises und des Bürgermeisters in Laucha und erreichte 3,6 bzw. 5,6 Prozent der gültigen Stimmen. Am 23. Februar des folgenden Jahres wurde er zunächst durch Frank Kerkhoff abgelöst, um am 26. Oktober im Beisein des NPD-Bundesvorsitzenden Udo Voigt und des  Generalsekretärs Ulrich Eigenfeld wieder zum Landesvorsitzenden berufen zu werden. 2003 stand er auf Listenplatz 17 der NPD-Liste zur Europawahl. Seit 2004 sitzt Karl für die NPD im Kreisrat des Burgenlandkreises. Bei der Bundestagswahl 2005 stand er als NPD-Kandidat auf Platz 2 der DVU-Landesliste. Er erlangte im Wahlkreis 47 (Burgenland) ein Erststimmenergebnis von 4,7 Prozent als Direktkandidat. Im März 2006 kandidierte er erfolglos auf Platz vier auf der Landesliste der DVU bei der Landtagswahl. Bei der Wahl des Oberbürgermeisters in Halle/Saale am 2. November 2006 trat Karl als Kandidat an und erhielt 1,74 Prozent der Wählerstimmen. Beim NPD-Landesparteitag am 2. Dezember 2006 in Weddersleben (Landkreis Harz) wurde er als Landeschef bestätigt.
Bei Demonstrationen der NPD und Freien Kameradschaften trat Karl mehrfach als Redner in Erscheinung, so z. B. 2001 in Halle zusammen mit Holger Apfel, 2002 in Merseburg, 2004 in Weißenfels oder 2006 in Bitterfeld. Karl tritt offen für die Zusammenarbeit mit anderen rechtsextremen Parteien wie der DVU und den neonazistischen Freien Kameradschaften ein. Auf dem Landesparteitag 2006 wurde beschlossen, dass ab sofort im „öffentlichen Teil“ der NPD-Landesvorstandssitzungen „immer“ einem Vertreter der sogenannten „Freien Kräfte“ – eine andere Bezeichnung der häufig gewalttätigen Kameradschaftsaktivisten bzw. „Freie Nationalisten“ – Rederecht zusteht. Des Weiteren wurde der jetzige Landesvorstand vom Parteitag aufgefordert, „die Volksfront mit den freien Kräften unbedingt zu stärken“. Ein deutliches Signal war auch die Rede eines führenden Vertreters der „Kameradschaft Festungsstadt Magdeburg“, während des Landesparteitages, der sich ebenfalls zur „Wichtigkeit des Volksfrontgedankens“ äußerte.
2007 trat Karl erneut bei der Kommunalwahl im Burgenlandkreis als Landratskandidat an. Ebenso war er Spitzenkandidat der NPD und führte die entsprechende Wahlliste an. Er erreichte 3.326 Stimmen (5,1 %). Durch seine Position auf der Wahlliste der NPD zieht er erneut mit dieser durch deren erreichte 4,7 % (3 Sitze) in den Kreistag des neuen Kreises ein.

## Politische Selbstsicht
Im Zusammenhang mit Ermittlungen der Staatsanwaltschaft Halle wegen Verstoßes gegen das Insolvenzrecht erregte Karl öffentliches Aufsehen, als er einen Gerichtsvollzieher mit der Bemerkung abwies, er unterliege nicht der deutschen Justiz, sondern sei Bürger des Deutschen Reiches. Später rechtfertigte er dieses Verhalten und ließ deutlich werden, dass er ein Anhänger der Verschwörungstheorie der Reichsbürgerbewegung ist. 